# آن جنگ چه بود آغاز جنگ ژاپن و آمریکا و هیدکی توجو
آن جنگ چه بود آغاز جنگ ژاپن و آمریکا و هیدکی توجو (به ژاپنی: あの戦争は何だったのか 日米開戦と東条英機) یک فیلم مستند و یک فیلم داستانی به مدت ۲۷۷ دقیقه بود که از ساعت ۱۸:۵۵ تا ۲۳:۳۲ از شبکه تلویزیونی تی‌بی‌اس در ۲۴ ژانویه ۲۰۰۸ پخش شد.

## بازیگران
- تاکشی کیتانو در نقش هیدکی توجو (نخست‌وزیر ژاپن و وزیر ارتش)
- توشی‌یوکی نیشیدا در نقش توکوتومی شوهو (روزنامه‌نگار)
- آبه هیروشی در نقش ایشی آکیهو (سرهنگ نیروی زمینی امپراتوری ژاپن)
- هاشیزومه ایسائو در نقش توگو شیگه‌نوری (وزیر امور خارجه ژاپن)